# Roger Torres
Róger Mauricio Torres Hoya (Barrancabermeja, Colombia; 13 de julio de 1991) es un futbolista colombiano. Juega como mediocentro y su equipo actual es el Deportivo Binacional de la Liga 1 de Perú.

## Trayectoria
Debutó con Alianza Petrolera en febrero de 2008, marcando un gol en esa temporada.

### América de Cali
El 16 de julio de 2009 paso al América de Cali de la Primera A. Fue titular en los 15 partidos, debutando contra el Santa Fe.

### Philadelphia Unión
El 10 de marzo de 2010 Torres pasó al Philadelphia Union de la Major League Soccer, donde militó hasta comienzos del 2014 llegando a prueba al club Atlético Nacional por recomendación del profesor Juan Carlos Osorio con la mala fortuna de sufrir una ruptura del ligamento cruzado anterior en una de sus rodillas dejándolo fuera de  las canchas por aproximadamente 10 meses.
El 6 de diciembre de 2014 se unió a La Equidad.

### Junior de Barranquilla
Luego de buenas temporadas en Alianza Petrolera, para el 2019 ficha por Junior de Barranquilla, jugando al lado de Luis Díaz y Matias Fernández.

### Independiente Santa Fe
A mediados del 2019 fichó por Independiente Santa Fe, sin embargo, jugó solo 8 partidos y no tuvo la continuidad necesaria.
En el 2022 fichó por Alianza Atlético de Sullana de la Liga 1 Perú. Aquel año jugó un total 31 partidos y logró anotar 8 goles. A final de temporada por pedido exclusivo del argentino Carlos Desio, Roger renueva su contrato por todo el 2023.

## Clubes
| Club                   | País           | Año         |
| ---------------------- | -------------- | ----------- |
| Alianza Petrolera      | Colombia       | 2008        |
| América de Cali        | Colombia       | 2009        |
| Philadelphia Union     | Estados Unidos | 2010 - 2013 |
| La Equidad             | Colombia       | 2015        |
| Alianza Petrolera      | Colombia       | 2016 - 2018 |
| Junior                 | Colombia       | 2019        |
| Independiente Santa Fe | Colombia       | 2019        |
| Atlético Bucaramanga   | Colombia       | 2020        |
| Alianza Petrolera      | Colombia       | 2021        |
| FC Ilves               | Finlandia      | 2021        |
| Alianza Atlético       | Perú           | 2022 - 2023 |
| Once Caldas            | Colombia       | 2024        |
| Deportivo Binacional   | Perú           | 2025 -      |

## Estadísticas
| Club                              | Div.                | Temporada           | Liga  | Liga  | Copa Nacional | Copa Nacional | Copa Internacional | Copa Internacional | Total | Total |
| Club                              | Div.                | Temporada           | Part. | Goles | Part.         | Goles         | Part.              | Goles              | Part. | Goles |
| --------------------------------- | ------------------- | ------------------- | ----- | ----- | ------------- | ------------- | ------------------ | ------------------ | ----- | ----- |
| Alianza Petrolera · Colombia      |                     |                     |       |       |               |               |                    |                    |       |       |
| 2.ª                               | 2008                | 1                   | 1     | 0     | 0             | -             | -                  | 1                  | 1     |       |
| 1.ª                               | 2016                | 17                  | 2     | 5     | 0             | -             | -                  | 22                 | 2     |       |
| 1.ª                               | 2017                | 36                  | 2     | 6     | 2             | -             | -                  | 42                 | 4     |       |
| 1.ª                               | 2018                | 31                  | 3     | 1     | 0             | -             | -                  | 32                 | 3     |       |
| 1.ª                               | 2021                | 16                  | 2     | 0     | 0             | -             | -                  | 16                 | 2     |       |
| Total club                        | Total club          | 101                 | 10    | 12    | 2             | 0             | 0                  | 113                | 12    |       |
| América de Cali · Colombia        |                     |                     |       |       |               |               |                    |                    |       |       |
| 1.ª                               | 2009                | 11                  | 0     | 0     | 0             | -             | -                  | 11                 | 0     |       |
| Total club                        | Total club          | 11                  | 0     | 0     | 0             | 0             | 0                  | 11                 | 0     |       |
| Philadelphia Union Estados Unidos |                     |                     |       |       |               |               |                    |                    |       |       |
| 1.ª                               | 2010                | 21                  | 0     | 1     | 0             | -             | -                  | 22                 | 0     |       |
| 1.ª                               | 2011                | 27                  | 3     | 3     | 0             | -             | -                  | 30                 | 3     |       |
| 1.ª                               | 2012                | 10                  | 0     | 0     | 0             | -             | -                  | 10                 | 0     |       |
| 1.ª                               | 2013                | 5                   | 0     | 0     | 0             | -             | -                  | 5                  | 0     |       |
| Total club                        | Total club          | 63                  | 3     | 4     | 0             | 0             | 0                  | 67                 | 3     |       |
| La Equidad · Colombia             |                     |                     |       |       |               |               |                    |                    |       |       |
| 1.ª                               | 2015                | 23                  | 1     | 6     | 1             | -             | -                  | 29                 | 2     |       |
| Total club                        | Total club          | 23                  | 1     | 6     | 1             | 0             | 0                  | 29                 | 2     |       |
| Junior · Colombia                 |                     |                     |       |       |               |               |                    |                    |       |       |
| 1.ª                               | 2019                | 11                  | 2     | 0     | 0             | 1             | 0                  | 12                 | 2     |       |
| Total club                        | Total club          | 11                  | 2     | 0     | 0             | 1             | 0                  | 12                 | 2     |       |
| Santa Fe · Colombia               |                     |                     |       |       |               |               |                    |                    |       |       |
| 1.ª                               | 2019                | 8                   | 0     | 1     | 0             | -             | -                  | 9                  | 0     |       |
| Total club                        | Total club          | 8                   | 0     | 1     | 0             | 0             | 0                  | 9                  | 0     |       |
| Atlético Bucaramanga · Colombia   |                     |                     |       |       |               |               |                    |                    |       |       |
| 1.ª                               | 2020                | 16                  | 1     | 2     | 1             | -             | -                  | 18                 | 2     |       |
| Total club                        | Total club          | 16                  | 1     | 2     | 1             | 0             | 0                  | 18                 | 2     |       |
| FC Ilves · Finlandia              |                     |                     |       |       |               |               |                    |                    |       |       |
| 1.ª                               | 2021                | 13                  | 0     | -     | -             | -             | -                  | 13                 | 0     |       |
| Total club                        | Total club          | 13                  | 0     | 0     | 0             | 0             | 0                  | 13                 | 0     |       |
| Alianza Atlético · Perú           |                     |                     |       |       |               |               |                    |                    |       |       |
| 1.ª                               | 2022                | 31                  | 8     | -     | -             | -             | -                  | 31                 | 8     |       |
| 1.ª                               | 2023                | 30                  | 2     | -     | -             | -             | -                  | 30                 | 2     |       |
| Total club                        | Total club          | 61                  | 10    | 0     | 0             | 0             | 0                  | 61                 | 10    |       |
| Total en su carrera               | Total en su carrera | Total en su carrera | 307   | 27    | 25            | 4             | 1                  | 0                  | 333   | 31    |

## Palmarés

### Campeonatos nacionales
| Título                | Club   | País     | Año  |
| --------------------- | ------ | -------- | ---- |
| Superliga de Colombia | Junior | Colombia | 2019 |
| Torneo Apertura       | Junior | Colombia | 2019 |